# Wydawnictwo Stratus
Wydawnictwo Stratus – polskie wydawnictwo powstałe w 2001 roku, wydające głównie książki o tematyce militarnej i technicznej.

## Historia
Z wydawnictwem nieodłącznie związana jest gazeta Fanatyk Plastiku poruszająca tematykę modelarską. Pierwsze cztery numery były drukowane przez Wojewódzki Dom Kultury w Tarnobrzegu. Pierwszy skład redakcji to: Marek Bronkowski, Włodzimierz Dębicki, Artur Juszczak (pomysłodawca powstania gazety), Dariusz Karnas, Robert Panek i Robert Pęczkowski. Od numeru 5 Fanatyk Plastiku wydawany był przez członka redakcji Marka Bronkowskiego. W 1997 roku po dwuletniej przerwie w wydawaniu gazeta powróciła do pierwszego wydawcy - Wojewódzkiego Domu Kultury w Tarnobrzegu. Redaktorem naczelnym został wtedy Artur Juszczak. Ostatni numer gazety ukazał się w 1998 roku. Jeszcze w czasie działania Fanatyka Plastiku redakcja nawiązała kontakt z brytyjskim wydawnictwem Mushroom Model Magazine i polskim wydawnictwem AJ-Press (wspólnie z tym ostatnim wydano serie książek Modelmania). W tamtym czasie wykrystalizował się skład Wydawnictwa Stratus. W 2001 roku działalność rozpoczęło Wydawnictwo Stratus, wydające głównie książki o tematyce militarno-technicznej i modelarskiej. Członkowie wydawnictwa podczas prac nad książką o samolocie RWD-14 Czapla odkryli, że samolot w rzeczywistości wyglądał inaczej niż przez wiele lat go przedstawiono. Aktualny skład wydawnictwa (stan na 21 lipca 2021 roku) to: Bartłomiej Belcarz, Artur Juszczak Robert Pęczkowski, Dariusz Karnas i Dariusz Grzywacz. Aktualnie większą część odbiorców książek wydawanych przez wydawnictwo stanowią odbiorcy zagraniczni; w związku z tym wiele książek wydawanych przez Wydawnictwo Stratus doczekało się licencyjnych wydań w rodzimych językach odbiorców. Najbardziej znaną książką wydaną przez wydawnictwo jest książka Polskie Konstrukcje Lotnicze autorstwa Andrzeja Glassa. W 2017 roku wydawnictwo otrzymało nagrodę Błękitne Skrzydła.  